# Angelogelasinus venustus
Angelogelasinus venustus är en tvåvingeart som beskrevs av Ito 1984. Angelogelasinus venustus ingår i släktet Angelogelasinus och familjen borrflugor. Inga underarter finns listade i Catalogue of Life.